# Apertura di credito in conto bancario
L'apertura di credito bancario è un contratto disciplinato in Italia dagli art. 1842 e seguenti del Codice civile ed è definito come "il contratto col quale la banca si obbliga a tenere a disposizione dell'altra parte una somma di denaro per un dato periodo di tempo o a tempo indeterminato".
L'accreditato può utilizzare la disponibilità di denaro posta a suo favore dalla banca secondo le sue esigenze, con prelievi unici o frazionati nel tempo, ripristinando la provvista con successivi versamenti (art. 1843).
Salvo patto contrario, i prelevamenti e i versamenti si eseguono presso la sede della banca dove è costituito il rapporto.
La banca ha la facoltà di farsi garantire dall'accreditato la somme di denaro messa a sua disposizione e ciò può avvenire sia con una garanzia reale che con una garanzia personale. L'art. 1844 prevede che, "se per l'apertura di credito è data una garanzia reale o personale, questa non si estingue prima della fine del rapporto per il solo fatto che l'accreditato cessa di essere debitore della banca. 

Se la garanzia diviene insufficiente, la banca può chiedere un supplemento di garanzia o la sostituzione del garante. Se l'accreditato non ottempera alla richiesta, la banca può ridurre il credito proporzionalmente al diminuito valore della garanzia o recedere dal contratto".
Secondo tale disciplina, la banca ha quindi la facoltà, in caso di garanzia divenuta insufficiente, di chiedere all'accreditato sia la reintegrazione della garanzia fino ad un importo ritenuto idoneo, sia di ridurre il credito concesso nella stessa misura della diminuzione della garanzia, o, infine, di recedere dal contratto.
Infine si segnala l'art. 1845 c.c. che regolamenta tutte le varie ipotesi di recesso dal contratto diverse da quella appena richiamata.
Invero la banca, salvo patto contrario contrattualmente stabilito, non può recedere dal contratto prima della scadenza del termine, se non per giusta causa.
Il recesso sospende immediatamente l'utilizzazione del credito che quindi viene congelato alla situazione esistente a tale data. Inoltre la banca deve concedere all'accreditato un termine di almeno quindici giorni per la restituzione delle somme utilizzate e dei relativi accessori, ovvero interessi, spese e tutto ciò che è previsto nel contratto.
Se l'apertura di credito è stata stipulata a tempo indeterminato, ciascuna delle parti può recedere dal contratto, mediante preavviso nel termine stabilito dal contratto o, in mancanza di previsione contrattuale, dagli usi o in quello di quindici giorni dal ricevimento della comunicazione di recesso.
Prima di essere regolato e tipizzato nel codice civile attuale, era un contratto atipico, nato nella prassi bancaria.